# Gustav Möllenberg
Gustav Ernst Walter Möllenberg (* 1. Januar 1886 in Haspe; † 16. Dezember 1970 in Essen) war ein deutscher Hütteningenieur und Manager in der Maschinenbau- und Montanindustrie.

## Leben
Nach dem Abitur an der Oberrealschule in Hagen studierte Gustav Möllenberg an der RWTH Aachen Hüttenkunde. 1906 wurde er Mitglied der Montania, Akademische Verbindung der Chemiker, Berg- und Hüttenleute, des späteren Corps Montania. Nach Abschluss des Studiums wurde er Betriebsingenieur beim Eisen- und Stahlwerk Hoesch in Dortmund. Am Ersten Weltkrieg nahm er an der Front als Oberleutnant der Reserve teil. Nach einer weiteren Station als Oberingenieur beim Bochumer Verein in Bochum wurde er Generaldirektor und Vorstandsmitglied der Dürkopp-Werke AG in Bielefeld. Ende der 1920er Jahre wurde er zum Hüttendirektor und Vorstandsvorsitzenden der Westfalia-Dinnendahl-Gröppel AG in Bochum und Essen ernannt. Die Position hatte er bis in die 1950er Jahre inne.
Möllenberg war Mitglied verschiedener wirtschaftlicher Verbände und Aufsichtsräte. So gehörte er nach dem Zweiten Weltkrieg dem Aufsichtsrat der Rhein-Ruhr-Bank an. Von 1949 bis 1959 war er Präsident des Vereins Deutscher Maschinenbau-Anstalten 1952 erfolgte die Errichtung der Dr. Gustav-Möllenberg-Stiftung zur Unterstützung Betriebsangehöriger der Westfalia-Dinnendahl-Gröppel AG,.
1934 wurde Gustav Möllenberg Vorsitzender des AHV-Verbandes des Corps Montania Aachen, den er während der nationalsozialistischen Verbotszeit und in den ersten Nachkriegsjahren leitete. Erst mit der Wiederzulassung des Akademischen Collegiums als Nachfolgeverbindung des Corps Montania durch die britische Militärregierung gab er den Vorsitz zum Jahreswechsel 1947/1948 ab.

## Schriften
- Wirtschaftliche Freiheit und soziale Verantwortung. 1953.
- Unternehmer und Berufsausbildung. 1953. (zusammen mit Friedrich Edding und Franz Greiss)
- Wirtschaft und Schule. 1954. (zusammen mit Ludwig Kiehn und Ernst Schrewe)
- Keine Angst vor der Konjunktur. 1956.

## Auszeichnungen
- Eisernes Kreuz II. und I. Klasse (im Ersten Weltkrieg)
- Ehrendoktorwürde (als Dr.-Ing. E. h.)[1]
- Großes Bundesverdienstkreuz (1953)
- Großes Bundesverdienstkreuz mit Stern (1955)